# Marcus Gilbert
Marcus Gilbert (n. 29 iulie 1958, Bristol, Anglia, Regatul Unit) este un actor britanic.
Din 1984 a apărut în filme, printre care The Masks of Death (1984), Biggles (1986), A Hazard of Hearts (1987), Rambo III (1988), A Ghost in Monte Carlo (1990), Legacy (1990), Army of Darkness (1992) și Freebird (2008), la televiziune (inclusiv Doctor Who în Battlefield în 1989) și în reclame. De asemenea, a lucrat în teatru, inclusiv jucându-l pe tânărul viconte Goring în filmul An Ideal Husband al lui Oscar Wilde. Compania de teatru Middle Ground în turneul național în 2000. În 2006, Gilbert a jucat rolul lui Jordan Power în premiera mondială a filmului Starry Starry Night, la The Mill at Sonning.

## Carieră
După ce a absolvit școala de teatru Mountview în 1981, Gilbert a devenit membru fondator al companiei originale de teatru Odyssey, făcând turnee în școlile din Londra cu producții de clasici contemporani. Au urmat sezoane de lucru în Dundee Repertory Theatre și Library Theatre, Manchester. 
Gilbert a făcut peste cincizeci de reclame, inclusiv una pentru Lee Jeans numită Mean Jeans, regizat de Willi Patterson, care a câștigat premiul pentru cea mai bună reclamă cinematografică în 1986.
Gilbert conduce, de asemenea, propria sa companie de producție cinematografică, Touch the Sky Productions, iar în 2004, în timp ce realiza un documentar despre escaladarea lui pe Muntele Kilimanjaro, a vizitat Arusha Children's Trust din Tanzania și a filmat un apel pentru încredere.